# За твою судьбу
«За твою судьбу» — художественный фильм, снятый в 1972 году на Одесской киностудии.

## Сюжет
Фильм рассказывает о судьбе советской девочки Тамары Медниковой (Терезы Савченко). Она была освобождена французами из концлагеря Равенсбрюк. Через много лет она приезжает с дочерью на свою историческую родину, чтобы узнать судьбу своей семьи и вылечить дочь...

## Интересные факты
- Кинодраматург Евгений Оноприенко в сценарии фильма "За твою судьбу" роль Терезы Савченко написал специально для своей жены - актрисы Маргариты Криницыной. Но худсовет Одесской киностудии актрису не утвердил на роль; это событие актриса крайне тяжело перенесла, пыталась отравиться ацетоном (спас вовремя пришедший муж Е. Оноприенко[1][2].
- Премьера фильма состоялась 14 мая 1973 г.
- Часть сцен снимали в селе Сунки Смелянского р-на, Черкасской обл.

## В ролях

Кадр с титром фильма

- Елена Козелькова — Тереза Савченко (Тамара Медникова)
- Леонид Дьячков — Федор
- Зинаида Дехтярёва — Татьяна
- Ирина Санпитер — Мари-Луиз
- Александр Горбатов — Федченко
- Владимир Олексеенко — Охрим
- Юрий Горобец — Матвей
- Вячеслав Жариков — Володя
- Наталия Санько — Верка
- О. Алексеева — Катя
- Варвара Каргинова — Шаният
- Бексолтан Тулатов — Чермен
- Виталий Дорошенко — Юрий Гаврилович
- Неонила Гнеповская — Дарья Семёновна
- П. Кобржицкий — полицай
- Наталия Васаженко — медсестра Наташа (в титрах указана девичья фамилия)
- Петр Аржанов — эпизод
- Валентина Ивашова — эпизод

## Съёмочная группа
- Автор сценария: Евгений Оноприенко
- Режиссёр-постановщик: Тимур Золоев
- Оператор-постановщик: Фёдор Сильченко
- Художник-постановщик: Муза Панаева
- Композитор: Мирослав Скорик
- Звукооператор: В. Фролков
- Режиссёр: Н. Манн
- Оператор: Е. Козинский
- Художник по костюмам: Н. Шевченко
- Грим: З. Губина
- Монтаж: Этна Майская
- Редактор: Л. Донец
- Звучит музыка оркестра украинского радио. Дирижёр: В. Гнедаш.
- Директор картины: Л. Волчков

## Призы и награды
- 1973 - Приз Елене Козельковой  в номинации «Призы за актерскую работу» на VI Всесоюзном кинофестивале в Алма-Ате
- 1973 - Вторая премия за женскую роль второго плана (Зинаида Дехтярёва) на VI Всесоюзном кинофестивале в Алма-Ате